# فرسنییو د لاس دوئنیاس
فرسنییو د لاس دوئنیاس (به اسپانیایی: Fresnillo de las Dueñas) یک شهرستان در اسپانیا است.